# ITF 여자 월드 테니스 투어

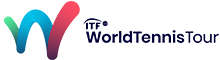
투어 로고

ITF 여자 월드 테니스 투어(ITF Women's World Tennis Tour)는 이전에 ITF 여자 서킷(ITF Women's Circuit)으로 알려졌으며, 국제 테니스 연맹(International Tennis Federation)이 여성 프로 테니스 선수들을 위해 운영하는 일련의 프로 테니스 토너먼트이다.

## 역사
이곳은 독립 여자테니스협회(WTA)가 운영하는 WTA 투어의 발전 회로 역할을 한다. 매년 수백 개의 ITF 여자 서킷 토너먼트가 사람이 거주하는 6개 대륙 전체에 걸쳐 개최되며 상금은 US$15,000에서 US$100,000에 이른다. ITF 여자 서킷에서 성공한 선수는 WTA 토너먼트 예선 추첨 또는 본선 추첨 참가 자격을 얻기에 충분한 포인트를 얻는다.
2011년까지 ITF 여자 서킷은 메인 WTA 투어 바로 아래 수준이었지만, 2012년 WTA는 중간 수준인 WTA 125 토너먼트를 도입했다.
ITF 남자 서킷도 있지만 하위 수준의 퓨처 토너먼트만 포함한다. WTA 125 토너먼트와 ITF 여자 서킷의 더 큰 상금 이벤트에 해당하는 중간 수준 남자 토너먼트는 ATP 챌린저 투어의 일부로 ATP의 후원을 받는다.
2019년에는 서킷이 개혁되어 이전 프로 서킷 및 주니어 서킷 토너먼트의 새로운 총칭으로 ITF 월드 테니스 투어로 이름이 바뀌었고 주니어 게임과 엘리트 수준의 프로 테니스 사이의 플레이어 통로 역할을 할 것이다.
이번 투어의 시작은 재능 있는 주니어 선수들이 시니어 게임으로 진출할 수 있도록 지원하고, 더 많은 선수들이 프로로서 생계를 꾸릴 수 있도록 프로 토너먼트에서 상금을 효과적으로 목표로 삼기 위한 일련의 ITF 개혁의 정점이다.